# Rouffilhac
Rouffilhac település Franciaországban, Lot megyében. Lakosainak száma 196 fő (2022. január 1.). Rouffilhac Lamothe-Fénelon, Anglars-Nozac, Fajoles és Payrac községekkel határos.

## Népesség
A település népessége az elmúlt években az alábbi módon változott:
| Lakosok száma | 179  | 166  | 152  | 156  | 179  | 183  | 186  | 190  | 189  | 196  |
|               | 1968 | 1982 | 1990 | 2006 | 2013 | 2015 | 2017 | 2019 | 2020 | 2022 |